# Stiftsgård
Stiftsgård avser en kursgård inom ett stift inom ett (oftast kyrkligt) religiöst samfund.
I Sverige finns 17 kursgårdar i Svenska kyrkans regi.
Inom katolska kyrkan i Sverige finns fyra.